# Pipra
Pipra är ett fågelsläkte i familjen manakiner inom ordningen tättingar. Släktet omfattar tre arter som förekommer från östra Colombia genom Peru och Amazonområdet till nordöstra Argentina:
- Flammanakin (P. aureola)
- Trådstjärtad manakin (P. filicauda)
- Bandstjärtad manakin (P. fasciicauda)